# William Prager
William Prager (alemany: Willhelm Prager)  (Karlsruhe, 23 de maig de 1903 - Zúric, 16 de març de 1980) va ser un matemàtic estatunidenc nascut a Alemanya.

## Vida i Obra
Prager va estudiar a la universitat Tècnica de Darmstadt on va obtenir el doctorat el 1926. Els anys següents va ser assistent a la mateixa universitat fins quel el 1929 va ser nomenat director en funcions del Institut de Matemàtica Aplicada de la universitat de Göttingen on va treballar amb Ludwig Prandtl. L'any 1932 va ser nomenat professor titular (el més jove de tota Alemanya) de la universitat de Karlsruhe, la seva ciutat natal, però poc temps després de prendre possessió, va entrar en conflicte amb les noves autoritats educatives nazis, que havien arribat al poder el 1933, i on va sufrir boicots per part dels estudiants més radicals.
L'any 1934, com signe de protesta, i quan ja tenia establerta una acreditada reputació internacional pels seus treballs en elasticitat va acceptar una proposta de la universitat d'Istanbul i va abandonar els seu país, no sense demandar judicialment al govern pel tracte rebut. Demanda que, sorprenentment, va guanyar amb el pagament d'un any sencer de salari i el dret a retornar a la seva plaça docent. Prager va cobrar el salari i va declinar l'honor de tornar a l'Alemanya nazi.
Prager va estar fins al 1941 a Istanbul, on no solament va participar en la creació del Institut de Matemàtiques de la universitat sinó que també va exercir una gran influència en el desenvolupament de les matemàtiques al país, juntament amb els seus col·legues Richard von Mises i Hilda Geiringer. L'amenaça de l'avenç de l'exèrcit alemany pels Balcans va fer que acceptés una proposta de la universitat de Brown com professor de mecànica teòrica i cap de la divisió de matemàtiques aplicades i fes un difícil viatge a través de Bagdad, Karachi i Ciutat del Cap, per arribar a Nova York tres setmanes abans del bombardeig de Pearl Harbor. A part de dos anys que va estar a Zúric treballant per la IBM (1963-1965) i altres tres cursos a la universitat de Califòrnia a La Jolla (1965-1968), va fer tota la resta de la seva carrera acadèmica a la universitat de Brown fins a la seva retirada el 1973. En retirar-se va fixar la seva residència a Savognin (Suissa).
Les seves recerques durant els anys a Brown abarquen un gran nombre de temes de la mecànica del continu, problemes del flux de trànsit o de l'aplicació dels ordinadors als problemes econòmics o d'enginyeria; amb importants contribucions a l'estudi de la plasticitat. Va publicar una vintena de llibres i més de dos-cents articles científics, molts dels quals van ser traduits a diferentes llengües, i va tenir una gran influència a nivell mundial.